# Gobernación del Atlántico
La Gobernación del Atlántico, también conocido como Gobierno Departamental del Atlántico, es el principal organismo constitucional que encabeza el poder ejecutivo del departamento del Atlántico y dirige la Administración General del Estado. La gobernación posee autonomía para la ejecución de proyectos administrativos, también en la planeación y promoción de programas económicos y sociales del departamento del Atlántico.
El primer gobernador de este organismo autónomo fue el militar y político Diego de Castro, nombrado por el entonces general Rafael Reyes Prieto en 1905. Desde 1991 el gobernador es elegido por voto popular, según la Constitución de Colombia. Desde enero de 2024, la Gobernación del Atlántico es liderada por Eduardo Verano de la Rosa.